# Microtendipes quasicauducas
Microtendipes quasicauducas är en tvåvingeart som beskrevs av Qi 2006. Microtendipes quasicauducas ingår i släktet Microtendipes och familjen fjädermyggor. Inga underarter finns listade i Catalogue of Life.